# Clarence Gardens
Clarence Gardens är en del av en befolkad plats i Australien. Den ligger i kommunen Mitcham och delstaten South Australia, nära delstatshuvudstaden Adelaide. Antalet invånare är 2 124.
Runt Clarence Gardens är det ganska tätbefolkat, med 222 invånare per kvadratkilometer.. Närmaste större samhälle är Adelaide, nära Clarence Gardens.
I omgivningarna runt Clarence Gardens växer huvudsakligen savannskog. Genomsnittlig årsnederbörd är 729 millimeter. Den regnigaste månaden är juni, med i genomsnitt 133 mm nederbörd, och den torraste är december, med 21 mm nederbörd.